# Plok
Plok is een platformspel dat in 1993 uitgebracht is voor de Super Nintendo door Activision. In Plok bestuurt de speler een mannetje met dezelfde naam dat zijn ledematen weggooit om zijn vijanden te vernietigen. Verder kan hij springen en een aanval doen waarbij hij tollend de lucht in gaat.
In een kleurrijke omgeving bestaande uit ongeveer 70 niveaus moet Plok zijn gestolen vlaggen terugvinden, door zijn vijanden neer te halen met zijn armen en benen. Onderweg moet hij puzzels oplossen waarbij hij zijn ledematen soms tijdelijk moet afstaan. Ook kan hij pakketjes tegenkomen die ervoor zorgen dat hij transformeert en tijdelijk een ander wapen krijgt, zoals een bokshandschoen of vlammenwerper. De moeilijkheidsgraad van dit spel ligt hoog vanwege het feit dat de speler het spel niet kan opslaan, terwijl het wel veel niveaus bevat.

## Trivia
- Het spel is opgenomen in het boek 1001 Video Games You Must Play Before You Die van Tony Mott.